# Нил, Джефф
Джеффри Дж. Нил (англ. Geoffrey J. Neale) — бывший председатель Либертарианского национального комитета (ЛНК), исполнительного органа Либертарианской партии США. Занимал два непоследовательных срока в этой должности. Первый срок Нила в качестве председателя Либертарианского Комитета был продлён с 2002 до 2004 года. В начале своего первого срока он отсидел девять месяцев без зарплаты, чтобы помочь партии финансово. Ему дали второй срок с 2012 по 2014.
В 2006 году Нил был избран казначеем Либертарианского национального комитета. В январе 2007 года он подал в отставку и был заменен Аароном Старром. Позже Нил заявил, что он ушел в отставку с должности казначея, потому что комитет утвердил из-за его возражений несбалансированный бюджет в размере 500 000 долларов.
Либертарианское национальное собрание 2012 года, состоявшееся 2—6 мая 2012 года в Лас-Вегас, Невада, отметило двухдневные выборы должностных лиц и членов Либертарианского национального комитета. На выборах победил и стал председателем Джефф Нил.